# پل هالیور
پل هالیور (ارمنی: Հալիվորի կամուրջ) پل قوسی سنگی در ۲ کیلومتری جنوب‌غرب روستای متس تاغلار، جمهوری آرتساخ بود که از روی رود ایشخان می‌گذشت. این پل در سال ۱۸۳۵ بناشده بود.